# 荒地詩集
『荒地詩集』（あれちししゅう）は、1951年から1958年に年刊発行された詩集。
「荒地」の名は、1922年のT・S・エリオットの同名の詩にちなむ。前段階の同人詩誌『荒地』を発展拡大したもの。他に同じ同人から『詩と詩論』の題で2冊発行されるが、これは春山行夫らによる戦前の季刊詩誌『詩と詩論』とは別のものである。

## 参加者
（五十音順）
- 鮎川信夫
- 石原吉郎
- 伊藤尚志
- 加島祥造
- 川口昌男
- 衣更着信
- 木原孝一
- 北村太郎
- 楠田一郎
- 栗山脩
- 黒田三郎
- 佐藤木實
- 城侑
- 鈴木喜緑
- 高野喜久雄
- 高橋左近
- 高村勝治
- 田村隆一
- 中桐雅夫
- 中江俊夫
- 永田助太郎
- 野田理一
- 疋田寛吉
- 冨士原清一
- 堀越秀夫
- 堀田善衛
- 牧野虚太郎
- 三好豊一郎
- 牟礼慶子
- 森川義信
- 吉本隆明

## 関連書籍
- 荒地同人編『荒地詩選（1951-1955）』（荒地出版社、1957年4月）
- 『年刊荒地詩集』（1951年-1958年分冊）（1970年代後半に再刊：国文社）
- 鮎川信夫『すこぶる愉快な絶望―鮎川信夫評論集』（思潮社、1987年10月）
- 北村太郎『ぼくの現代詩入門』（大和書房 大和選書、1982年7月）
- 北川透『詩的レトリック入門』（思潮社、1993年5月）